# 좀씀바귀
좀씀바귀는 국화과에 딸린 여러해살이풀이다. 한국·중국·일본 등에 분포한다.

## 생태
산과 들의 양지바른 곳이나 길가나 숲 가장자리에서 여럿이 모여 자란다. 줄기가 갈라지면서 땅 위로 길게 벋는다. 줄기의 높이는 10센티미터쯤이다. 잎은 어긋나고 둥글며 가장자리가 대개 밋밋하다. 길이 7~20밀리미터, 너비 5~15밀리미터쯤 되며 잎자루는 1~5센티미터 가량이다. 꽃은 오뉴월에 피는데 높이가 8~15센티미터쯤 되는 꽃줄기 끝에 2~3개로 갈라진 노란색 두화가 달린다. 열매는 수과이고 관모는 흰색이다.

## 사진

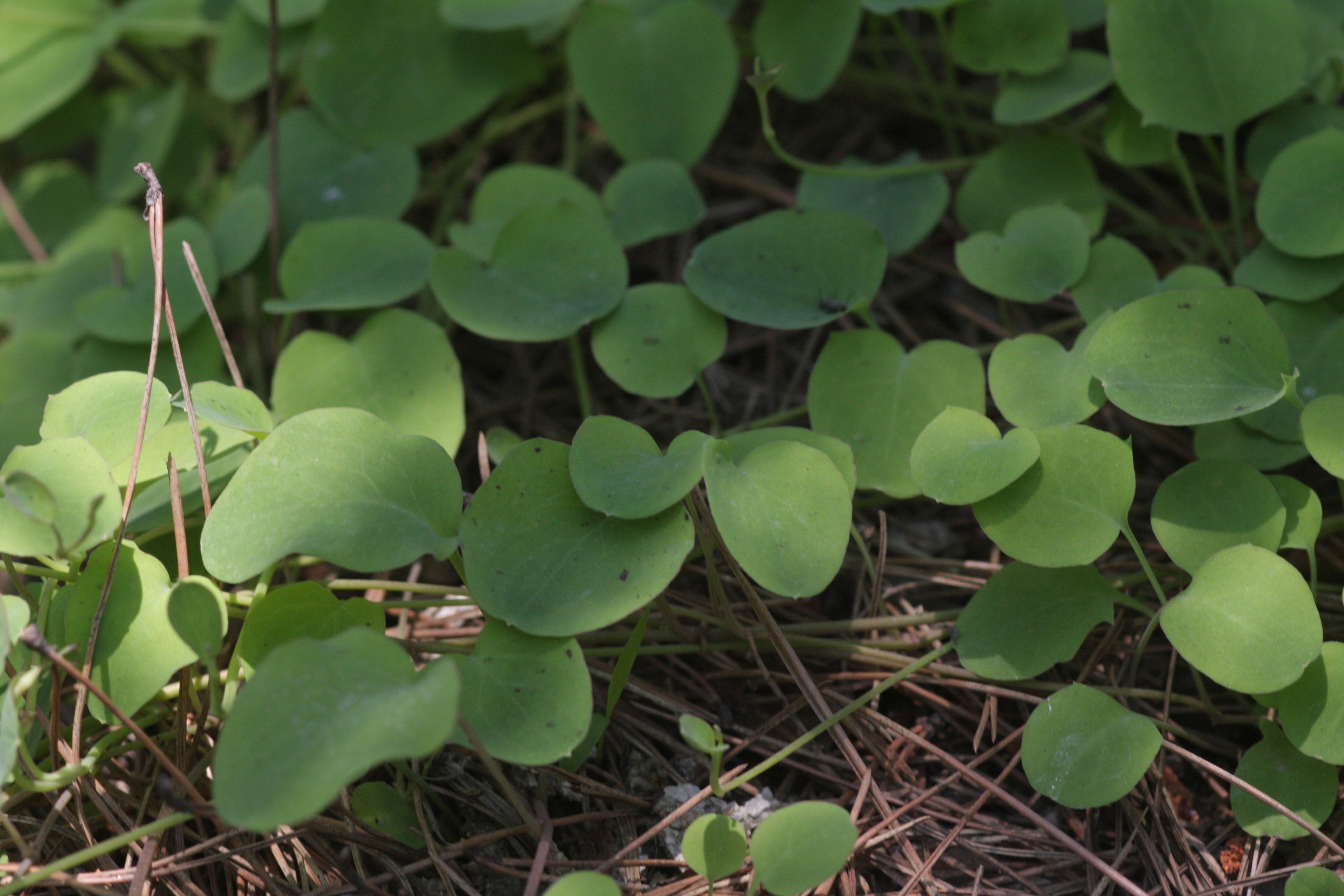
잎
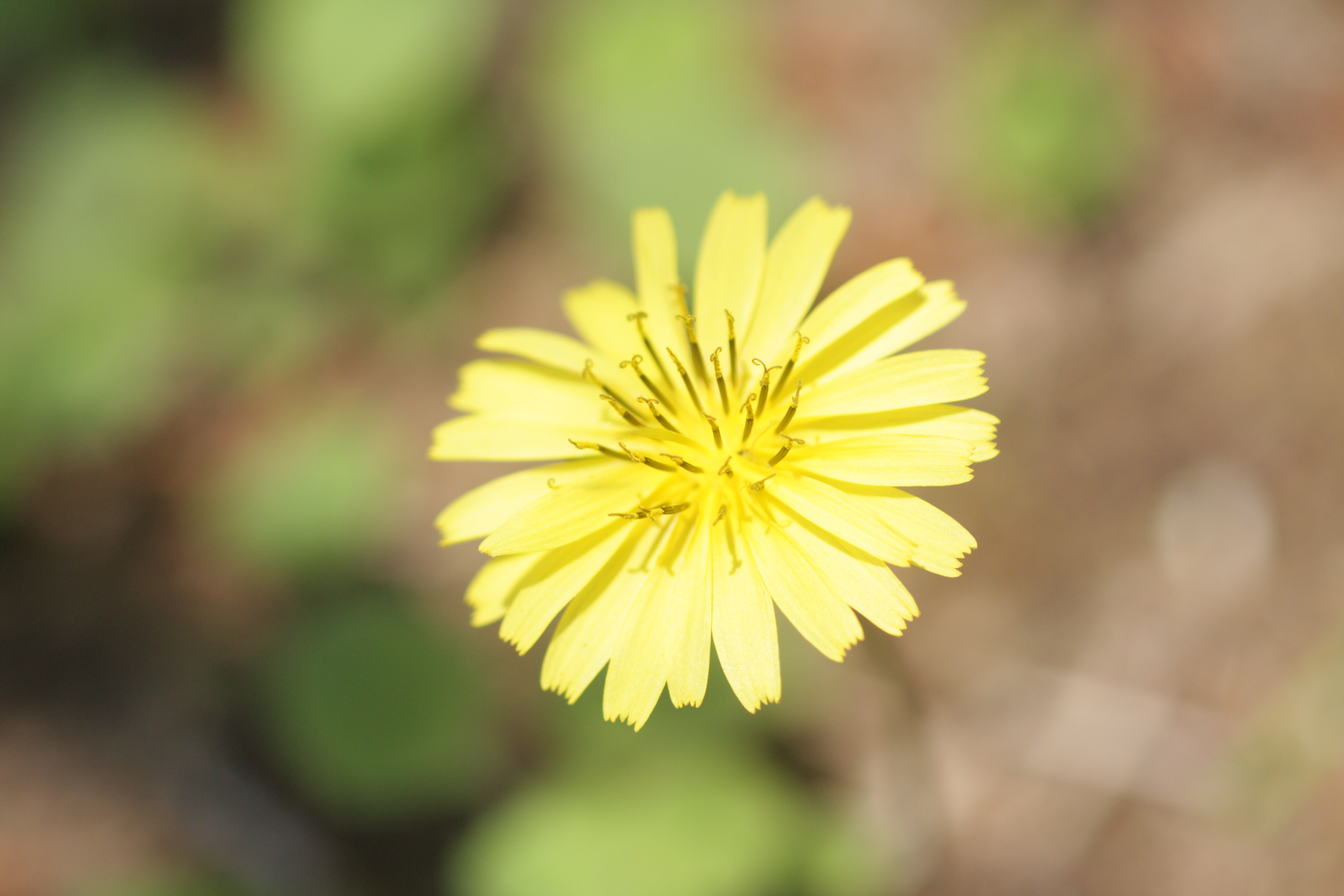
꽃
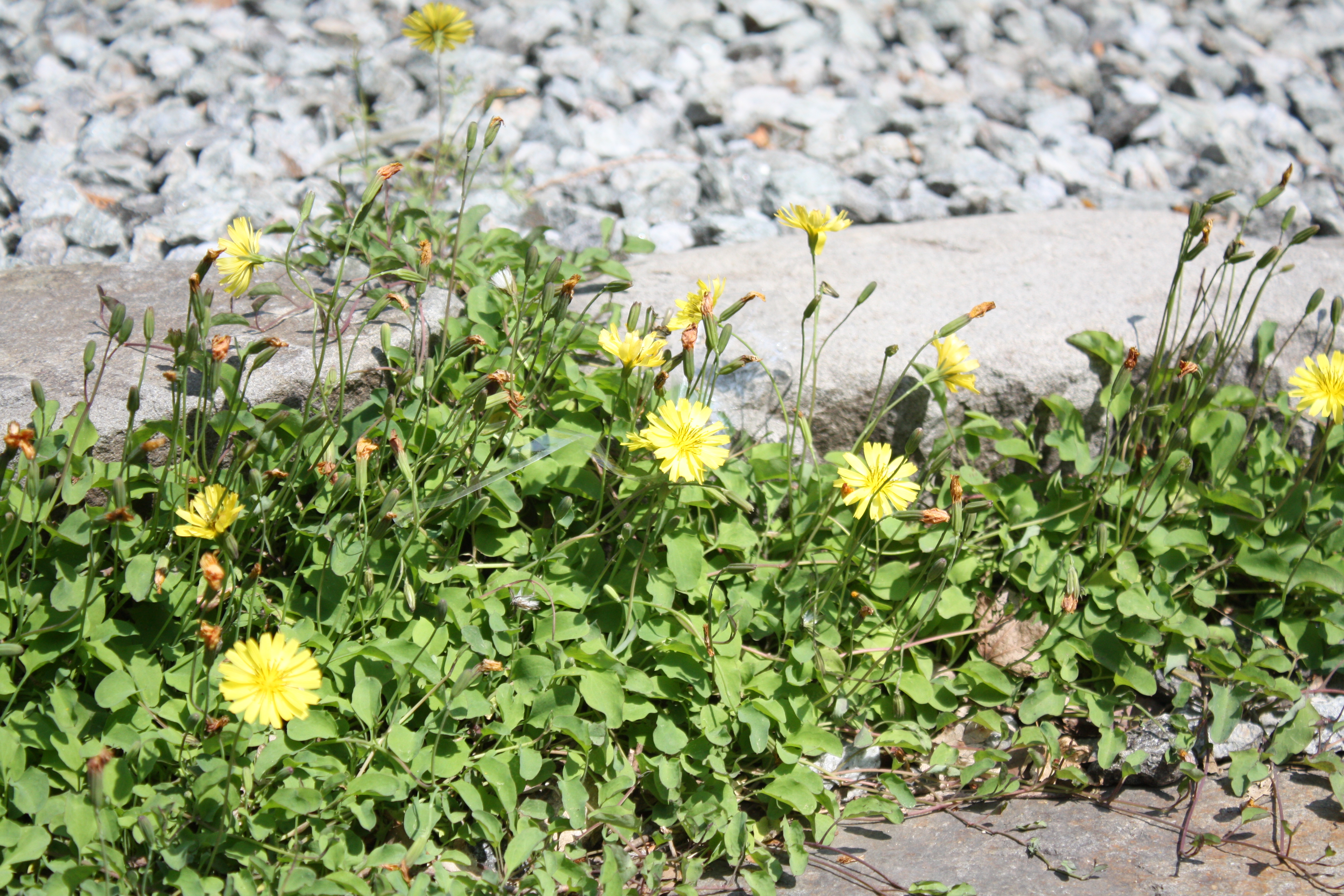
백양사 어귀 길가에서

## 참고 문헌
- 풀베개
- 이동혁 (2007). 《오감으로 찾는 우리 풀꽃》. 도서출판 이비컴. ISBN 978-89-89484-57-8.